# Asura postfusca
Asura postfusca är en fjärilsart som beskrevs av Max Wilhelm Karl Draudt 1914. Asura postfusca ingår i släktet Asura och familjen björnspinnare. Inga underarter finns listade i Catalogue of Life.